# جمعية التاريخ والآثار بدول مجلس التعاون لدول الخليج العربية
جمعية التاريخ والآثار بدول مجلس التعاون الخليجي هي عبارة عن جمعية علمية تعنى بالدراسات التاريخية والأثرية، ويطلق عليها اسم : جمعية التاريخ والآثار بدول مجلس التعاون لدول الخليج العربية ، ومقرها حالياً المملكة العربية السعودية .

## تأسيس الجمعية
صدرت توصية من الندوة التي أقيمت في الكويت والتي بعنوان الدراسات التاريخية في الجامعات العربية بشأن تأسيس جمعية علمية تعنى بالتاريخ والآثار التي في دول مجلس الخليج العربي وكانت بتاريخ 1997م , فشكلت لجنة تمثل جميع دول مجلس التعاون الخليجي وتمت تسميتها :جمعية التاريخ والآثار بدول مجلس التعاون لدول الخليج العربية.

## أهداف الجمعيـة
تهدف الجمعية إلى تحقيق الأهداف التالية :
- تنمية الفكر العلمي في مجال تخصص الجمعية وتطويره .
- إتاحة الفرصة للعاملين في مجالات اهتمامات الجمعية للإسهام في حركة تقدم البحث العلمي في المجالات التي تعنى بها .
- إبراز العناصر التي أسهم بها أهالي دول مجلس التعاون لدول الخليج العربية في التاريخ بمختلف عصوره .
- تحقيق التعاون بين أهل الاختصاص والمهتمين من رعايا دول المجلس في المجالات التاريخية والآثارية، وتبادل الخبرات والمهارات فيما بينهم .
- العمل على تقوية أواصر الترابط والتعاون بين دول المجلس، وتوثيق عرى المحبة والمودة وصلات القربى بين رعاياه، وذلك من خلال أبحاثها وأنشطتها العلمية .
- تيسير تبادل الإنتاج العلمي والأفكار العلمية في مجال اهتمامات الجمعية بين الهيئات والمؤسسات المعنية داخل دول مجلس التعاون وخارجها .
- تقديم المشورة والقيام بالدراسات اللازمة لرفع مستوى الأداء في مجالات اهتمام الجمعية في المؤسسات والهيئات المختلفة لدول مجلس التعاون .

## نشـاط الجمعيـة
- تشجيع إجراء البحوث العلمية في مجال اهتمامها، وما يتصل به من مجالات المعرفة، ونشر نتائج هذه البحوث وتوزيعها وتبادلها مع الهيئات المعنية في دول مجلس التعاون .
- عقد المؤتمرات والندوات والحلقات الدراسية لبحث القضايا المتصلة بمجالات اهتمام الجمعية .
- إصدار مجلة دورية تعنى بنشر البحوث والدراسات التي تتصل بمجالات اهتمام الجمعية .
- إصدار نشرة إخبارية دورية تعنى بنشر الأخبار العلمية والاجتماعية لنشاطات الجمعية وأعضائها .
- القيام بالرحلات العلمية، وتنظيم المسابقات العلمية والثقافية في مجال اختصاصها .
- التركيز على أهمية منطقة الخليج ، ومكانتها الدولية، والأدوار التاريخية والحضارية التي لعبتها طول تاريخها، والتصدي بالأدلة العلمية الدامغة للمحاولات التي تنال منها، وتنتقص من مكانتها .
- السعي لتحقيق قدر من التنسيق بين الخطط الدراسية الجامعية لمواد التاريخ والآثار، في دول المجلس .

## العضــويـــات
يدخل في عضوية الجمعية كل من :
1. أعضاء هيئات التدريس بجامعات دول المجلس، وغيرهم من المشتغلين والمهتمين بالدراسات التاريخية والآثارية .
2. الهيئات، والجمعيات، والمؤسسات المهتمة بالدراسات التاريخية والآثارية في دول المجلس، وتكون عضويتها في الجمعية إما بصفتها الاعتبارية، أو بعضوية أعضائها الخاضعة لشروط وإجراءات العضوية .

### أنواع العضوية في الجمعية
- عضوية شرفيــة
- عضوية عاملـة
- عضوية انتســاب

## بعضاً من الأبحاث المقدمة
- أسطورة دلمون: نموذج للأسطورة السومرية د.خالد عبد الملك النوري
- نقش رقوش بالحجر (مدائن صالح) : رؤية جديدة د.مشلح بن كميخ المريخي
- حملة بغا التركي (الكبير) وآثارها على الحجاز واليمامة 23-234هـ د.عبد الله العلي الزيدان
- مصداقية السيد ماجد بن سعيد تجاه تقسيم الامبراطورية العمانية 1856-1861م د.سعيد بن محمد الهاشمي
- الفصل الأخير في العلاقات السعودية العثمانية: ردة فعل الدولة العثمانية على استعادة الملك عبد العزيز للأحساء د.محمد بن عبد الله آل زلفة
- الشعر مصدراً من مصادر تاريخ الخليج الحديث والمعاصر أ.د.عبد الملك خلف التميمي.[3]